# Coupe intercontinentale de futsal
Pour les articles homonymes, voir Coupe intercontinentale (homonymie).
La Coupe intercontinentale de futsal est une compétition internationale de futsal réunissant les vainqueurs de coupes continentales, fondée en 1997 et prise en main par la FIFA en 2004.

## Histoire
En novembre 2001 à Moscou, Ulbra s'impose devant Dina Moscou et les deux clubs espagnols Caja Segovia et Antenna 3 Boomerang. À l'issue de ce tournoi, Eremenko, un des meilleurs joueurs du monde, prend sa retraite en tant que joueur.
Il n'y a pas de Coupe Intercontinentale en 2002, ni en 2003.
En 2004, six clubs prennent part à la sixième édition de la Coupe intercontinentale, la première placée sous l'égide de la FIFA. La Coupe Intercontinentale est remportée par les Brésiliens de Carlos Barbosa avant que l'Interviú s'en empare et conserve le titre depuis quatre ans, à chaque fois en battant le Malwee Jaragua.
En 2019, Magnus Sorocaba remporte sa troisième Coupe intercontinentale consécutive en septembre, après s'être imposé aux tirs au but face à Corinthians en demi-finale et sur Boca Juniors en finale.

## Palmarès

### Par édition
| #                                  | Édition | Champion                    | Score       | Finaliste              | Lieu           |
| ---------------------------------- | ------- | --------------------------- | ----------- | ---------------------- | -------------- |
| Éditions non-reconnues par la FIFA |         |                             |             |                        |                |
| 1                                  | 1997    | Inter/Ulbra                 | 4 – 2       | FC Barcelone           | Porto Alegre   |
| 2                                  | 1997    | MFK Dina Moskva             | 3 matchs    | Inter/Ulbra            | Moscou         |
| 3                                  | 1998    | Atlético Pax de Minas       | 3 matchs    | MFK Dina Moskva        | Moscou         |
| 4                                  | 1999    | Universidade Sport Club     | 3 matchs    | MFK Dina Moskva        | Moscou         |
| 5                                  | 2000    | Caja Segovia FS             | groupe      | Atlético Mineiro       | Moscou         |
| 6                                  | 2001    | Universidade Sport Club (2) | groupe      | MFK Dina Moskva        | Moscou         |
| -                                  | 2002    | Non-joué                    | Non-joué    | Non-joué               | Non-joué       |
| -                                  | 2003    | Non-joué                    | Non-joué    | Non-joué               | Non-joué       |
| Éditions reconnues par la FIFA     |         |                             |             |                        |                |
| 7                                  | 2004    | Carlos Barbosa              | 6 – 3       | Playas de Castellón FS | Barcelone      |
| 8                                  | 2005    | Interviú FS                 | 5 – 2       | Malwee Jaraguá         | Ciudad Real    |
| 9                                  | 2006    | Interviú FS (2)             | 3 – 1       | Malwee Jaraguá         | Brusque        |
| 10                                 | 2007    | Interviú FS (3)             | 1 – 0       | Malwee Jaraguá         | Portimão       |
| 11                                 | 2008    | Interviú FS (4)             | 6 – 1       | Malwee Jaraguá         | Granada        |
| -                                  | 2009    | Non-joué                    | Non-joué    | Non-joué               | Non-joué       |
| -                                  | 2010    | Non-joué                    | Non-joué    | Non-joué               | Non-joué       |
| 12                                 | 2011    | Inter FS (5)                | 2 – 1       | Carlos Barbosa         | Madrid         |
| 13                                 | 2012    | Carlos Barbosa (2)          | 4 – 1       | Inter FS               | Carlos Barbosa |
| 14                                 | 2013    | MFK Dinamo Moscou           | 5 – 1       | Carlos Barbosa         | Greensboro     |
| 15                                 | 2014    | Kairat Almaty               | 3 – 2       | MFK Dinamo Moscou      | Almaty         |
| 16                                 | 2015    | Atlântico                   | 4 - 3 ap    | Kairat Almaty          | Erechim        |
| 17                                 | 2016    | Sorocaba Futsal             | 4 - 3 ap    | Carlos Barbosa         | Doha           |
| -                                  | 2017    | Non-joué                    | Non-joué    | Non-joué               | Non-joué       |
| 18                                 | 2018    | Sorocaba Futsal (2)         | 2 – 0       | Carlos Barbosa         | Bangkok        |
| 19                                 | 2019    | Sorocaba Futsal (3)         | 2-2 tab 3-1 | Boca Juniors           | Bangkok        |
| 20                                 | 2023    | Palma Futsal                | 3-3 tab 4-3 | Cascavel               | Foz do Iguaçu  |
| 21                                 | 2024    | Palma Futsal (2)            | 4 – 1       | Magnus                 | Palma          |

### Bilan par club & pays
| Clubs                    | Titre(s) | Finale(s) perdue(s) |
| ------------------------ | -------- | ------------------- |
| Inter Movistar           | 5        | 1                   |
| Sorocaba / Magnus Futsal | 3        | 1                   |
| Carlos Barbosa           | 2        | 4                   |
| SC Ulbra                 | 2        | -                   |
| Palma Futsal             | 2        | -                   |
| MFK Dina Moscou          | 1        | 3                   |
| Internacional            | 1        | 1                   |
| Atlético Pax de Minas    | 1        | 1                   |
| MFK Dinamo Moscou        | 1        | 1                   |
| Kairat Almaty            | 1        | 1                   |
| Atlântico                | 1        | -                   |
| Caja Segovia             | 1        | -                   |

| Nation     | Titre(s) | Club(s)                                                                                                  |
| ---------- | -------- | --- |
| Brésil     | 10       | Sorocaba Futsal (3), Carlos Barbosa & SC Ulbra (2), Atlético Pax de Minas, Internacional & Atlântico (1) |
| Espagne    | 8        | Inter Movistar (5), Caja Segovia (1), Palma (2)                                                          |
| Russie     | 2        | MFK Dina Moscou & MFK Dinamo Moscou (1)                                                                  |
| Kazakhstan | 1        | Kairat Almaty (1)                                                                                        |